# ヤームピリ (ヴィーンヌィツャ州)
ヤームピリ（ウクライナ語: Ямпіль）はウクライナのヴィーンヌィツャ州ヤームピリ地区にある都市。ドニエストル川の河岸に位置する。都市の高さは海抜81 mである。面積は9.5 km²。人口は10,679人 (2022年1月1日)。
ヤームピリは1600年に創建された。1985年に市制施行された。
市内ではモヒリーウ・ポジーリシキー駅がある。首都キエフまでの直線距離は293 km、車道で413 kmとなっている。州庁所在地までの直線距離は112 km、車道で161 kmとなっている。ヤームピリの日は、5月22日となっている。
モルドバとの国境に位置し、ドニエストル川に国際フェリーが就航している。

## 姉妹都市
- フルラウ（英語版）（ルーマニア）